# Simulium benjamini
Simulium benjamini es una especie de insecto del género Simulium, familia Simuliidae, orden Diptera.
Fue descrita científicamente por Dalamt, 1952.